# Assunzione della Vergine (Fernández)
L'Assunzione della Vergine è una pittura su legno (167x115 cm) di Pedro Fernández de Murcia, proveniente dalla Chiesa di San Lorenzo della frazione di Pisciarelli del comune di Bracciano.

## Descrizione e stile
La tavola raffigura gli apostoli intorno al sepolcro della Vergine e l'accoglimento della stessa da parte del Cristo, attorniata dai sette arcangeli e da cinque angioletti. Si ritrovano delle somiglianze stilistiche, per via della separazione tra parte terrestre e celeste, con la Disputa e la Pala Oddi di Raffaello, realizzata verso il 1503. Francesco Abbate (1803) collegava  l'Assunzione con la Visione del Beato Amedeo Menez. Le due opere vanno lette in stretta continuità, stilistica e iconografica. Il motivo dei sette arcangeli ripetuto in entrambe (nell'Assunta troviamo i loro nomi da sinistra a destra: Eucudiel, Saltiel, Rafael, manca Michael, Gabriel, Uriel, Barchiel) trova riscontro nell'angelologia amadeita in cui, nel secondo raptus, sono espresse tutte le funzioni che svolge ciascun angelo.
Per quanto riguarda la datazione dell'opera, Marco Tanzi conferma la datazione (1516) proposta da Francesco Abbate